# Amy Klobuchar
Amy Jean Klobuchar (Plymouth, 25 maggio 1960) è una politica statunitense, senatrice per lo stato del Minnesota dal 2007. Precedentemente, ha ricoperto la carica di procuratrice della Contea di Hennepin dal 1999 al 2007.

## Biografia
Amy Klobuchar nasce in un sobborgo di Plymouth, figlia del giornalista sportivo ed editorialista del Star Tribune, Jim Klobuchar, e dell'insegnante elementare Rose Katherine Heuberger. Il padre è jugoslavo sloveno, la madre di origine svizzera. Dopo essersi diplomata, studia scienze politiche all'Università Yale, laureandosi magna cum laude nel 1982. Nel periodo di Yale lavora nell'ufficio dell'ex senatore del Minnesota e vicepresidente americano Walter Mondale. Nel 1985 prende una seconda laurea, questa volta in giurisprudenza, all'Università di Chicago. Lavora quindi per studi legali di Minneapolis, Dorsey & Whitney e Gray Plant Mooty, specializzandosi in lavoro normativo nel diritto delle telecomunicazioni.

### Senatrice
Nel 1998 è eletta procuratrice della contea di Hennepin, carica che ricopre fino al 2006 quando si presenta candidata per il Senato degli Stati Uniti. Nelle primarie del suo partito surclassa la rivale Patty Wetterling (66% contro 15%), quindi alle elezioni affronta il candidato repubblicano Mark Kennedy, il candidato del partito di indipendenza Robert Fitzgerald, il candidato alla costituzione Ben Powers e il candidato del Partito verde Michael Cavlan. Klobuchar è sempre in testa nei sondaggi per tutta la durata della campagna, vincendo alla fine con il 58% dei voti rispetto al 38% di Kennedy e al 3% di Fitzgerald. È la prima donna ad essere eletta senatrice degli Stati Uniti dal Minnesota. Secondo un sondaggio del settembre 2009 il 58% degli abitanti del Minnesota approva il suo lavoro mentre il 36% lo disapprova. Il 12 marzo 2010 Rasmussen Reports indica che gli abitanti del Minnesota che approvano il lavoro che sta svolgendo è salito al 67%. Il Daily News di Winona l'ha descritta come "un politico raro che lavora attraverso il corridoio". Walter Mondale ha detto: "Ha fatto meglio lei della maggior parte della gente che sta in Senato".
Nelle elezioni del 2012 vince un secondo mandato al Senato degli Stati Uniti battendo in maniera netta (65,2% dei voti contro il 20,6%) il rappresentante dello Stato Kurt Bills. Il New York Times nel 2008 e il New Yorker nel 2016 hanno indicato Klobuchar come una delle donne con maggiori probabilità di diventare la prima donna presidente degli Stati Uniti. MSNBC e The New Yorker l'hanno anche indicata come possibile candidata alla Suprema Corte degli Stati Uniti.
Alla fine del 114º Congresso nel 2016, Klobuchar ha approvato più leggi di qualsiasi altro senatore. Nel febbraio 2017 chiede una commissione indipendente e bipartisan per indagare sui legami tra la Russia e il presidente Donald Trump e la sua amministrazione. La preoccupazione per i legami di Trump con la Russia aumenta dopo i rapporti sui ripetuti contatti dei funzionari della campagna di Trump con l'intelligence russa prima delle elezioni degli Stati Uniti del 2016. Con un sondaggio dell'aprile 2017 della Star Tribune l'approvazione per il suo operato sale al 72%. Nell'ottobre 2017 Morning Consult pone Klobuchar tra i 10 senatori con il più alto grado di approvazione mentre un sondaggio KSTP-TV del novembre 2017 le assegna il 56%.
Klobuchar corre anche per un terzo mandato nel 2018 ed è rieletta con un margine di 24 punti nei confronti del candidato repubblicano e senatore dello Stato Jim Newberger.

### Presidenziali 2020

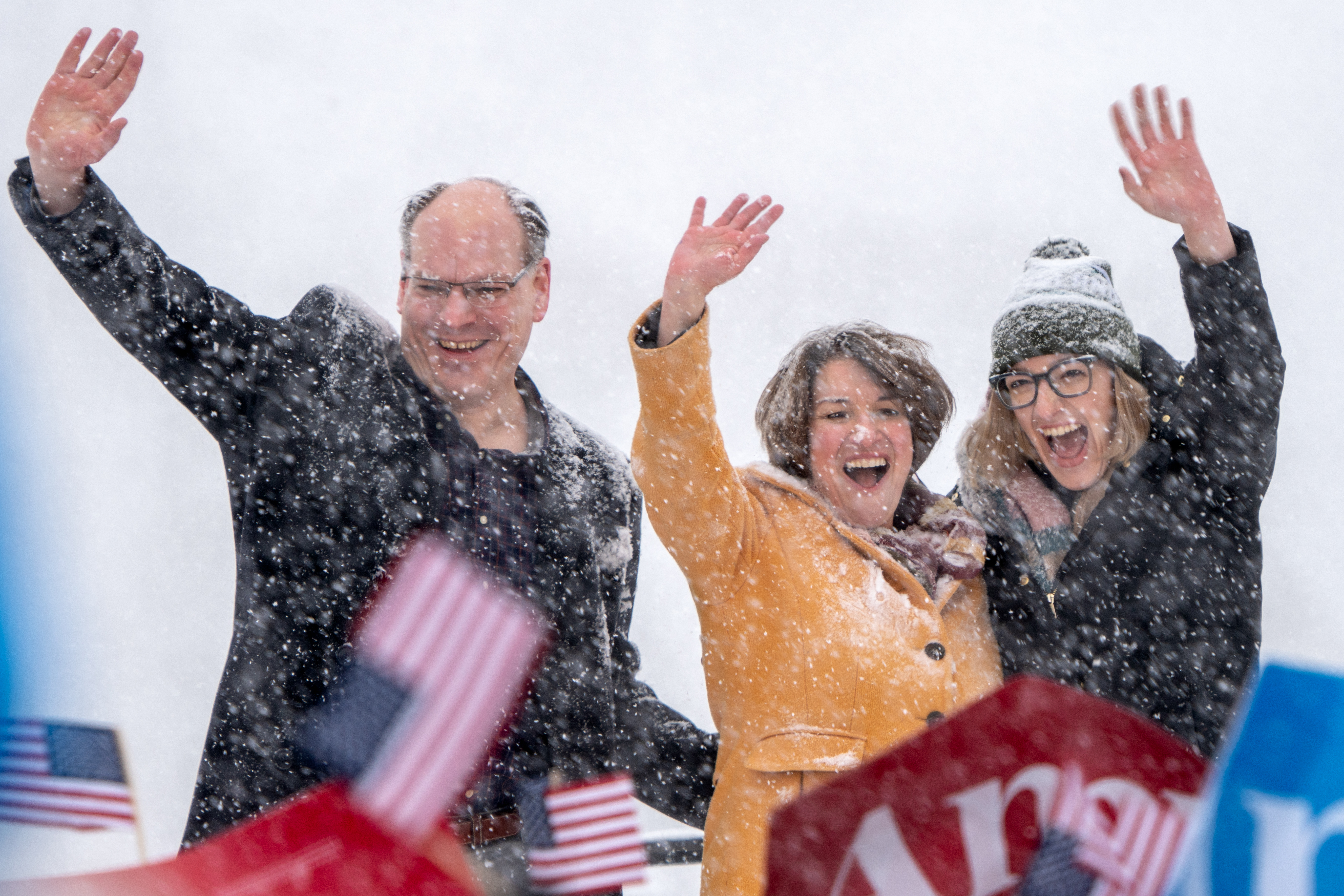
Klobuchar con il marito e la figlia mentre annuncia la sua candidatura sotto la neve a Minneapolis

Il 10 febbraio 2019 Klobuchar annuncia, sotto una tempesta di neve, senza un ombrello o un copricapo, la sua candidatura nelle primarie presidenziali del Partito Democratico del 2020.
Nel febbraio 2019 Buzzfeed News sostiene in un articolo che l'ufficio del Congresso di Klobuchar era "controllato dalla paura, dalla rabbia e dalla vergogna" (la notizia viene poi ripresa dal New York Times e dall'Huffington Post). In una serie di interviste ex membri del suo staff hanno raccontato che Klobuchar maltrattava frequentemente i suoi dipendenti e portaborse. In un elenco la senatrice è anche indicata come uno dei "peggiori boss del Congresso", con un tasso di rotazione del personale annuale tra il 2011 e il 2016 del 36%, il più alto di qualsiasi senatore. Lei si difende parlando di "sessismo" e riconoscendo di essere "tough", una dura: "Sono una tosta, pretendo il massimo da me stessa e quindi anche da chi lavora con me".
Il 2 marzo 2020, il giorno prima del Super Tuesday, Kloubachar si ritira dalla corsa dichiarando di appoggiare la campagna di Joe Biden. Considerata come una possibile candidata alla vicepresidenza in ticket con Biden, il 19 giugno 2020 ha annunciato a sorpresa di farsi da parte dopo il caso Floyd: "La scelta migliore è quella di una afromericana".

## Vita privata
Membro della Chiesa unita di Cristo, nel 1993 Klobuchar si sposa con John Bessler, avvocato di uno studio privato e professore alla School of Law dell'Università di Baltimora. I due hanno due figli.
Klobuchar ha scritto due libri. Nel 1986 ha pubblicato Uncovering the Dome, un caso di studio sulla lotta politica decennale dietro la costruzione dello Hubert H. Humphrey Metrodome. Nel 2015 ha pubblicato un'autobiografia, The Senator Next Door: A Memoir from the Heartland.